# Wympel (Spezialeinheit)

Emblem der Einheit

Wympel (russisch Вымпел, auch Vympel transkribiert, ‚Wimpel‘, offiziell Управление «В» Центра специального назначения ФСБ России) ist eine Spezialeinheit des russischen Inlandsgeheimdienstes FSB. Die Aufstellung erfolgte 1981.
Wympel ist die Schwestertruppe der KGB-/FSB-Einheit ALFA, die für den Anti-Terrorkampf und Undercover-Aktionen eingesetzt wird.

## Kritik
Die staatliche Nachrichtenagentur RIA veröffentlichte 2008 einen Bericht, wonach Veteranen der Einheit den Erfahrungsverlust bei den Spezialkräften bemängeln. Der Vorsitzende des gesamtrussischen Fonds der Veteranen und Mitarbeiter der Spezialeinheiten und Geheimdienste Wympel-Garant, Kisseljow, sagte 2008: „Die Vorbereitung in den Wympel-Abteilungen hat in der Sowjetzeit gewöhnlich mehr als fünf Jahre in Anspruch genommen. Die Ausbildung erfolgte in vielen Disziplinen. Man musste wenigstens zwei Hochschulabschlüsse haben, eine Fremdsprache, und zwar die Umgangssprache, gut beherrschen. Anfang der 1990er Jahre konnte Wympel jegliche Aufgaben lösen.“ Ihm zufolge sei es notwendig, die Erfahrungen bei der Ausbildung der Mitarbeiter der Wympel-Gruppe aus der Sowjetzeit für die künftigen Generationen zu bewahren.

## Kontroversen
Laut einem im Prozess zum Tiergartenmord aussagenden Mitarbeiter der Rechercheorganisation Bellingcat bestünden Verbindungen des verurteilten Täters Krassikow zu FSB und Wympel.